# Alexander Zick
Pour les articles homonymes, voir Zick.
Alexander Zick, né en 1845 à Coblence et mort le 10 novembre 1907 à Berlin, est un peintre et illustrateur allemand proche du courant Jugendstil.

## Biographie
Alexander Zick est un descendant du peintre et architecte Januarius Zick (1730-1797) et du peintre de fresques Johannes Zick (1702-1762). Il eut comme professeurs August Wittig et Eduard Bendemann.
Il collabora pour l’hebdomadaire Die Gartenlaube.
Il dessina en 1904 un billet de 5 marks et en 1906 un billet de 10 marks, émis par la « Caisse du Trésor du Reich » (Reichskassenschein (de)).

## Illustrations de contes

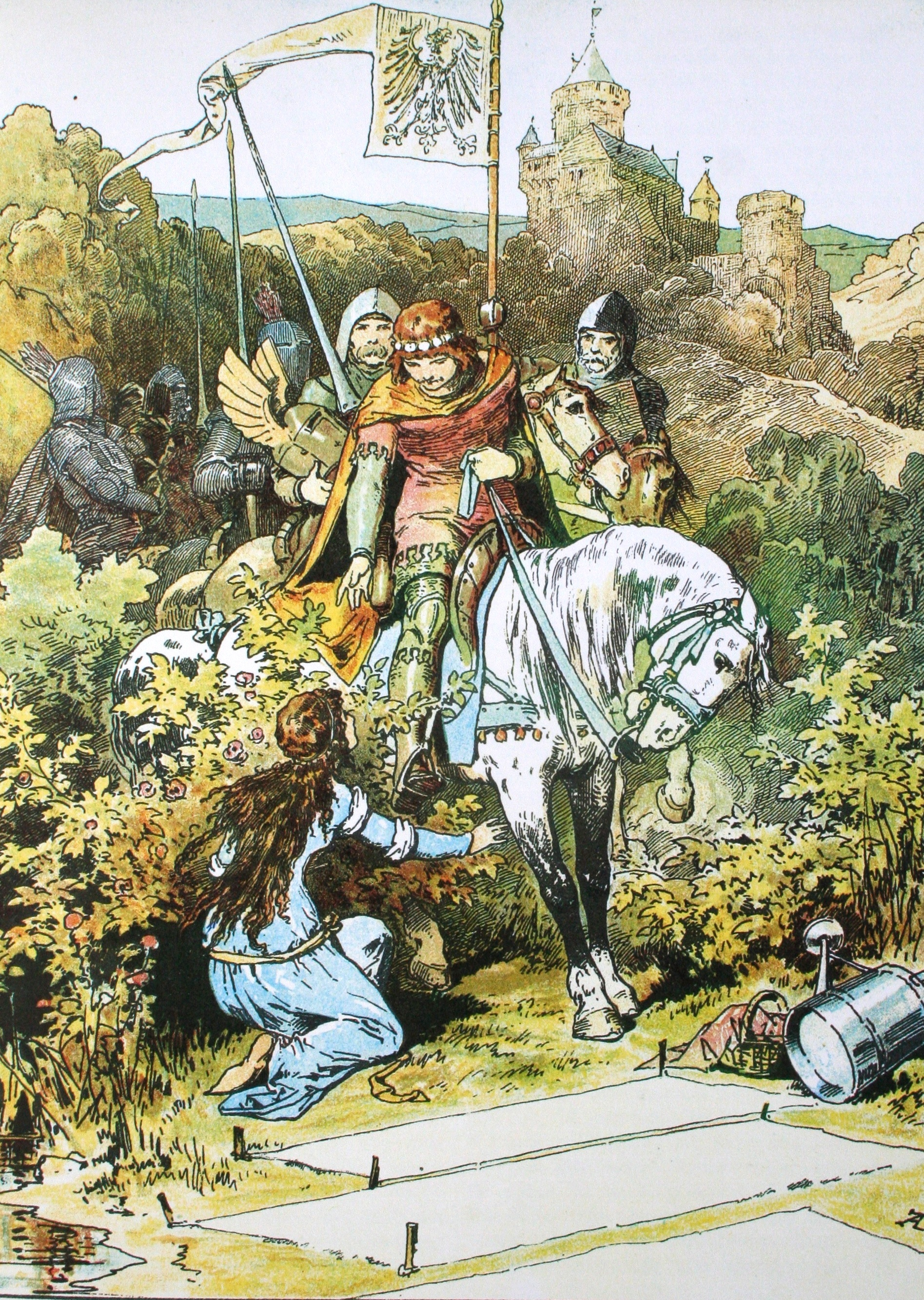
Die drei Schwestern (de) (Les Trois Sœurs)
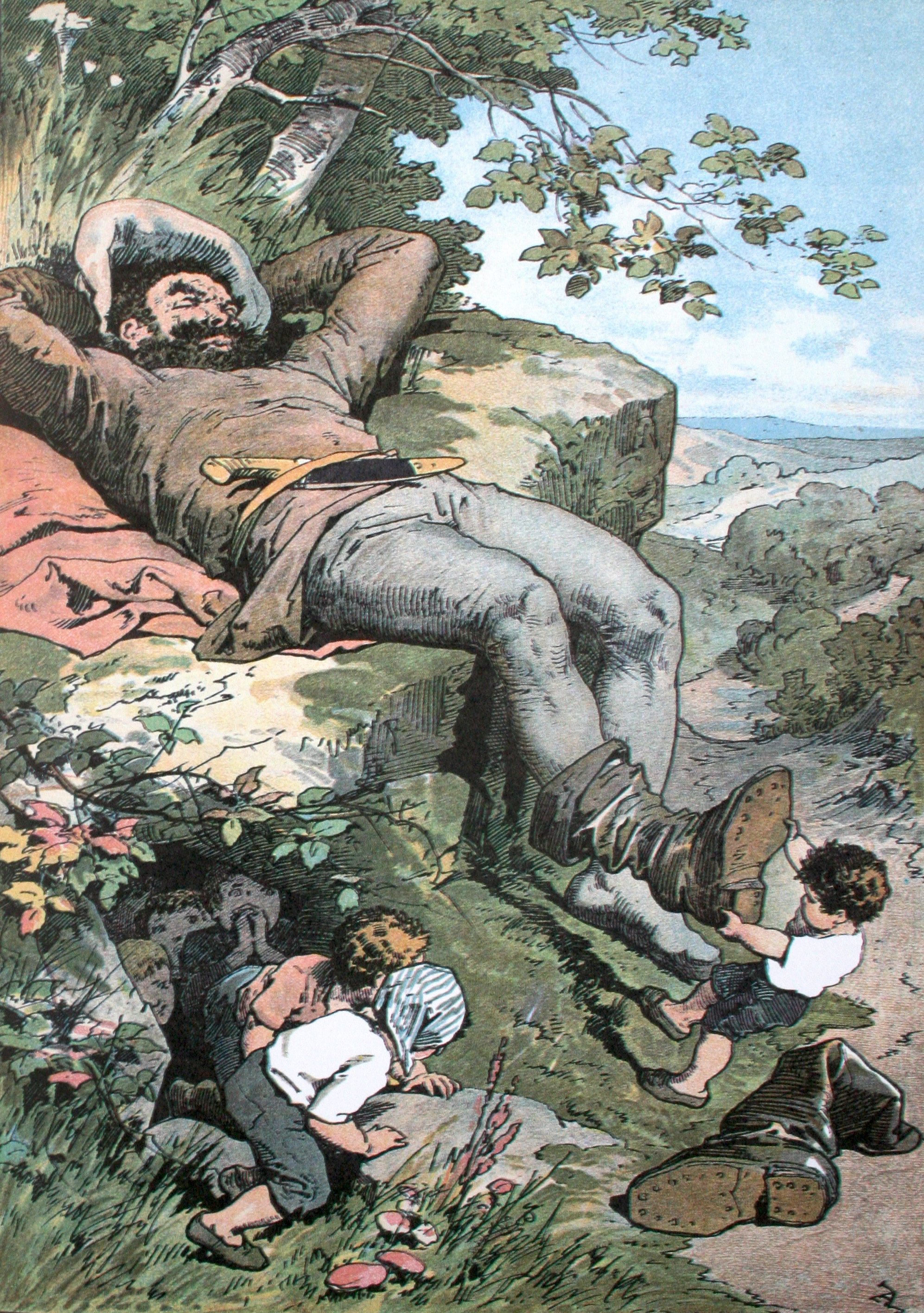
Bottes de sept lieues
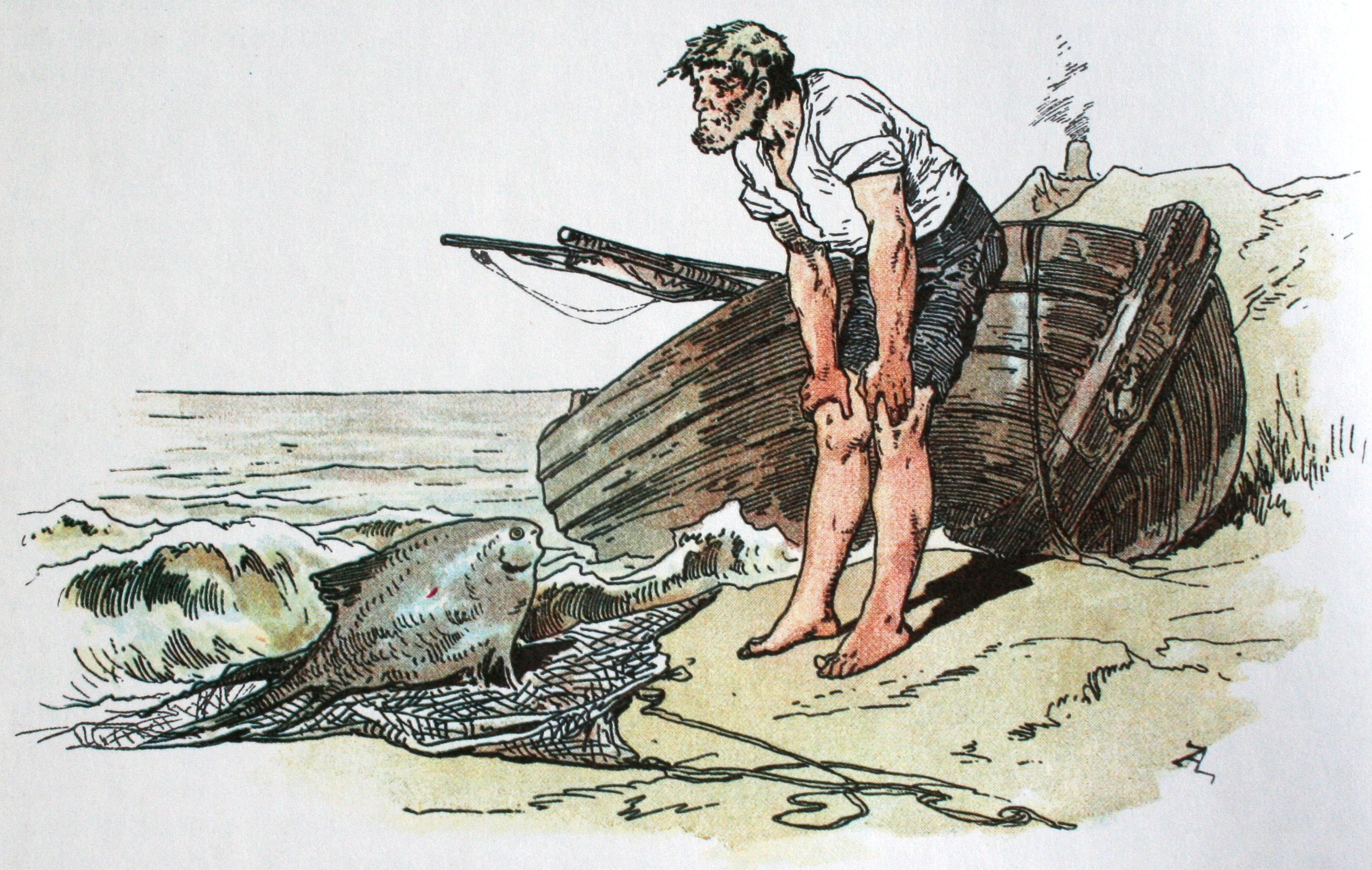
Le Pêcheur et sa femme
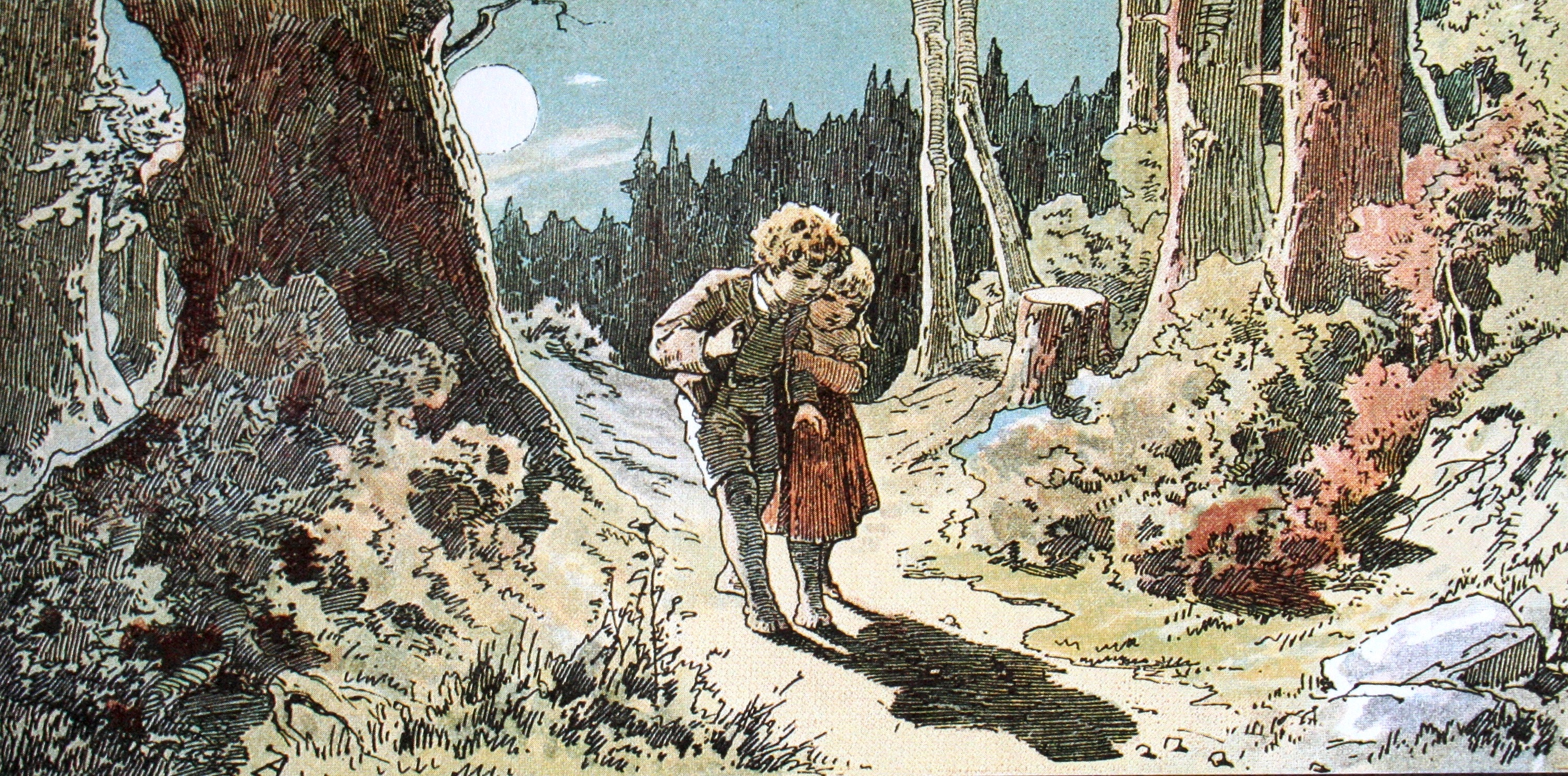
Hansel et Gretel
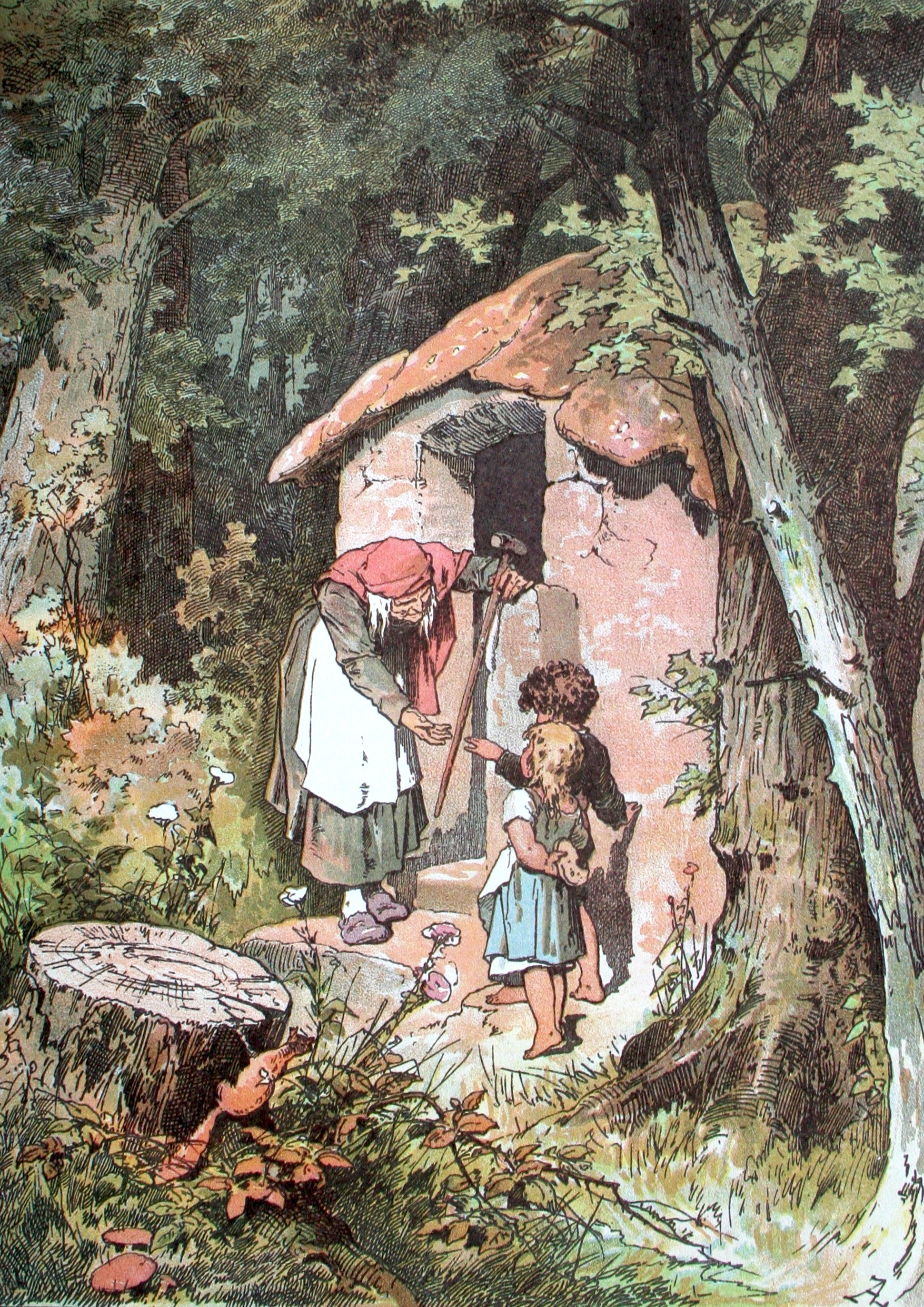
Hansel et Gretel
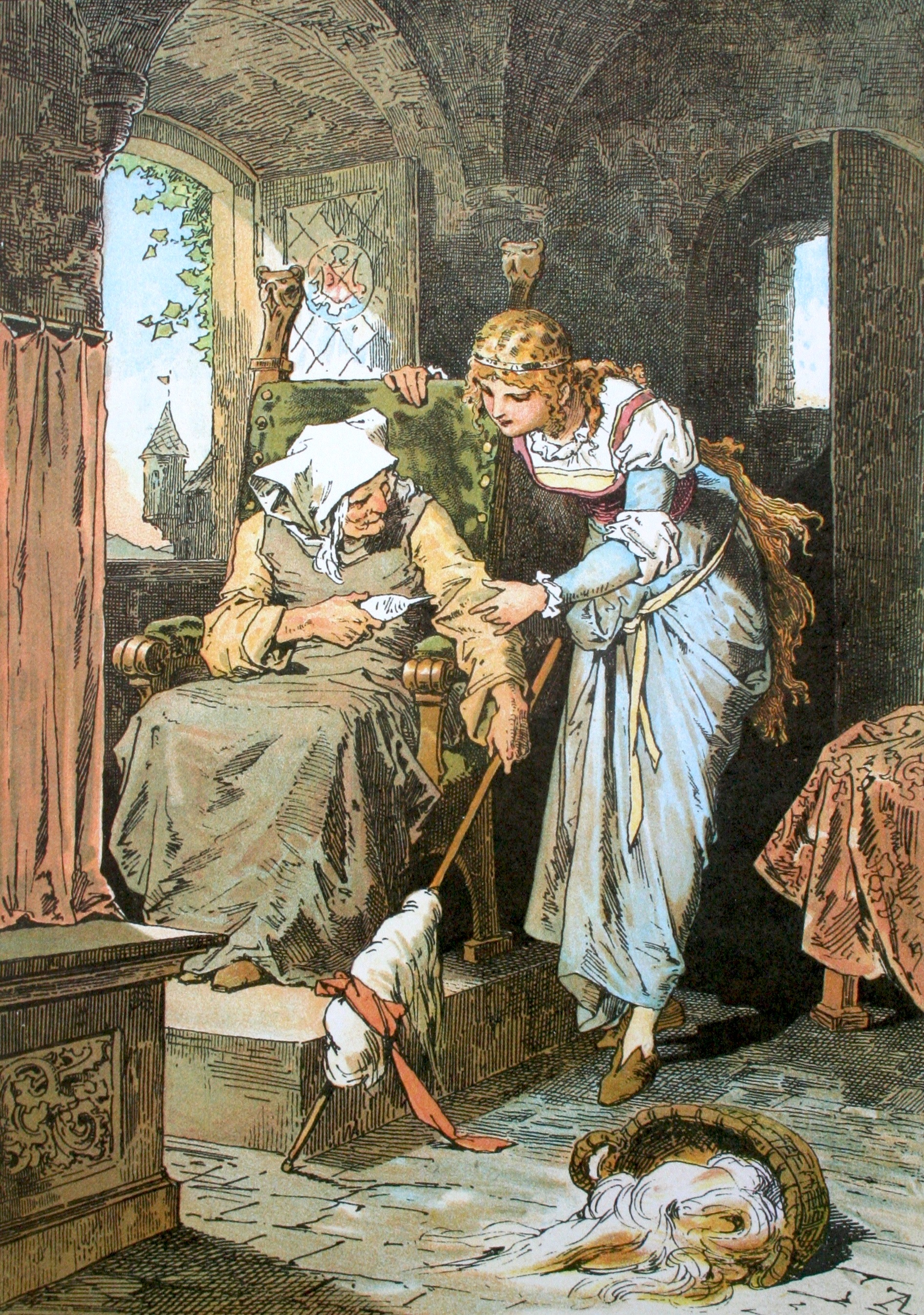
La Belle au bois dormant
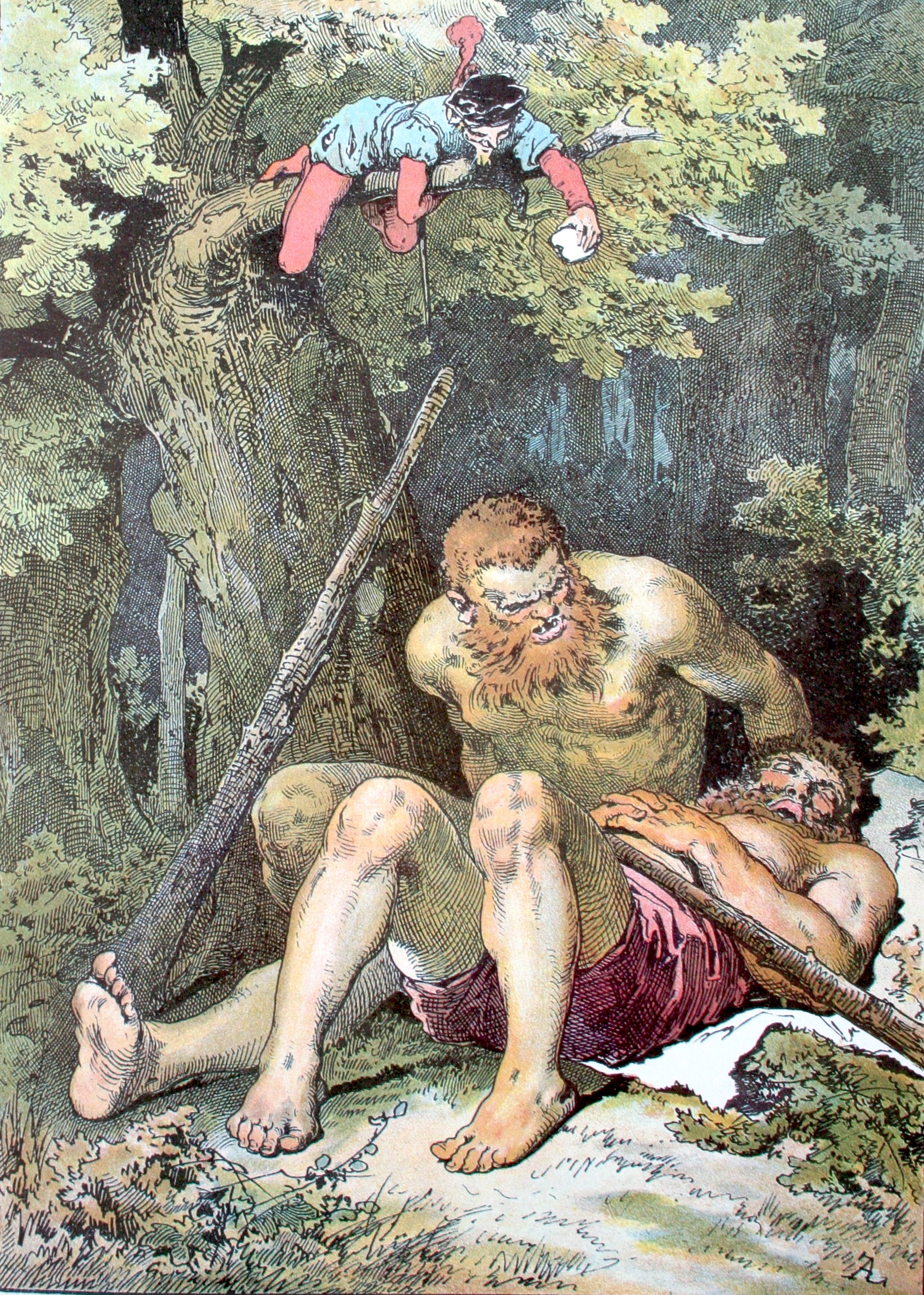
Le Vaillant Petit Tailleur
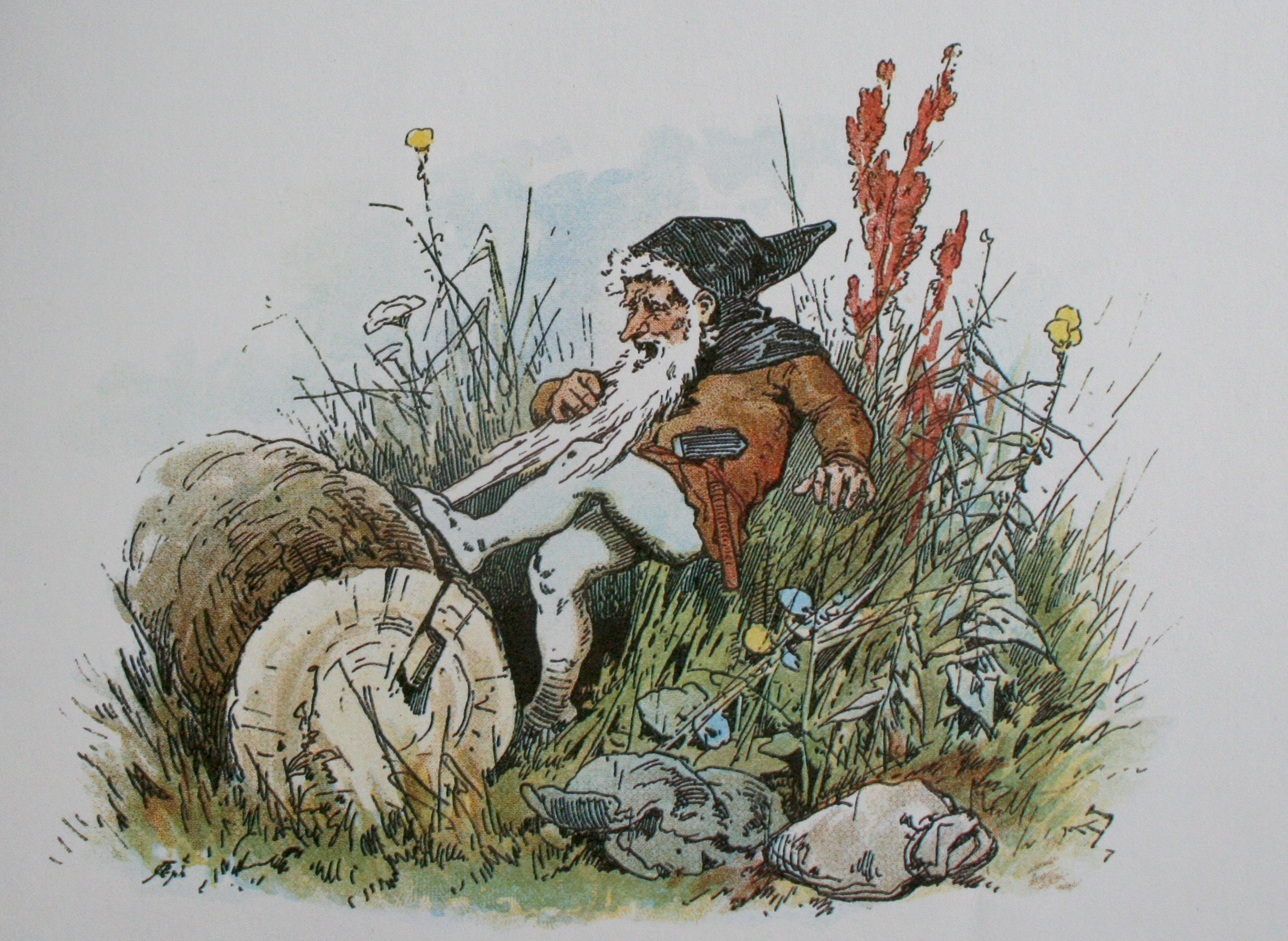
Blanche-Neige et Rose-Rouge
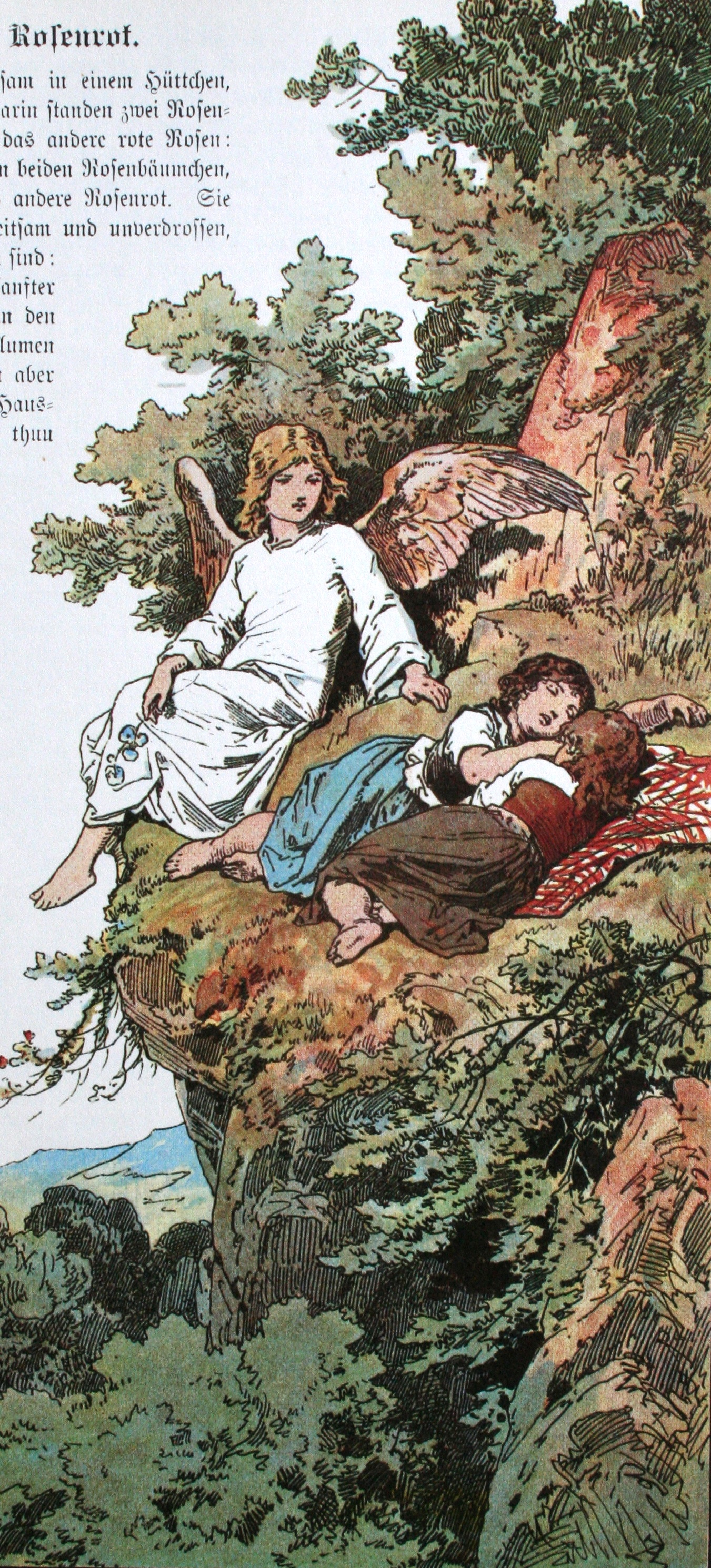
Blanche-Neige et Rose-Rouge
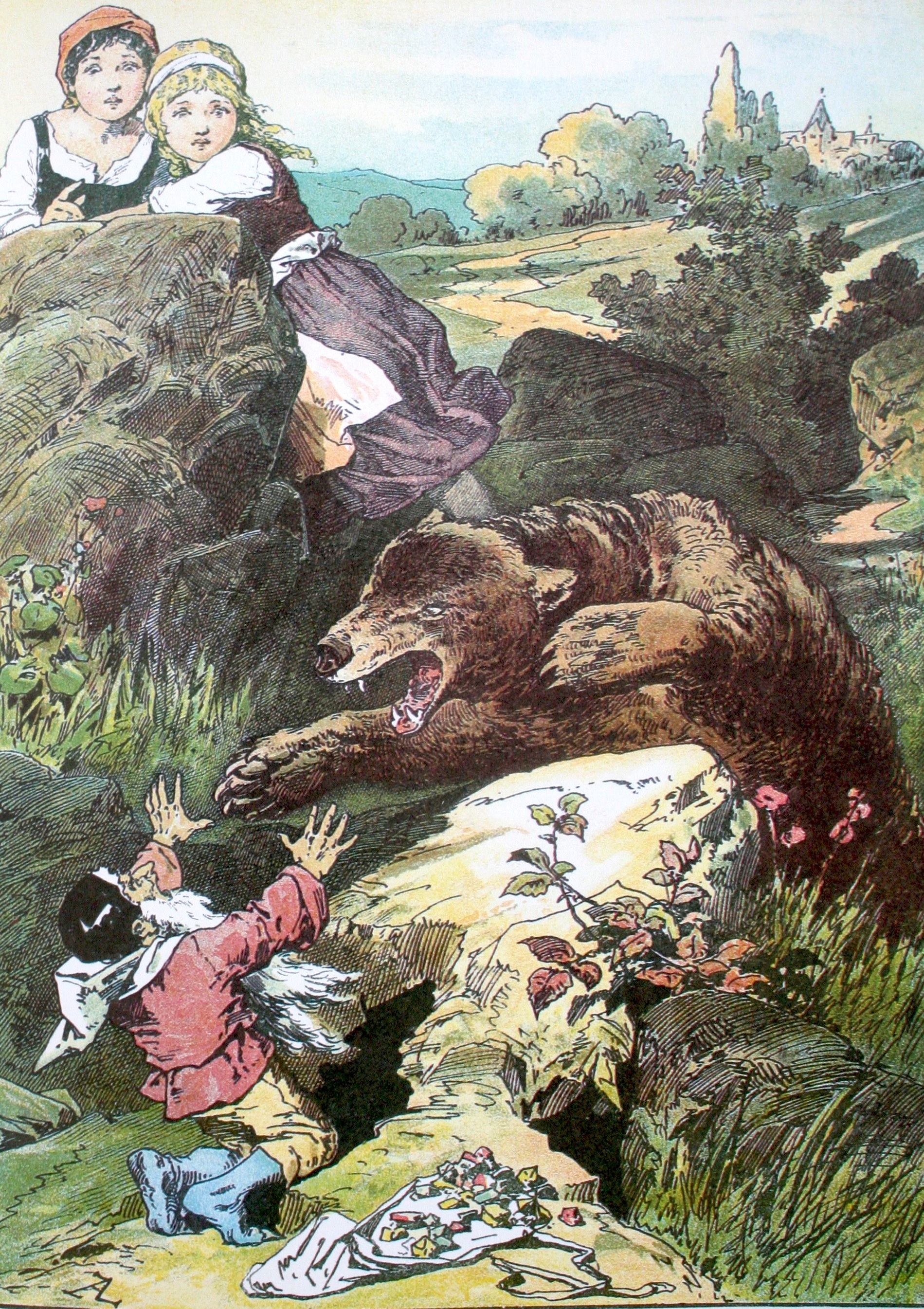
Blanche-Neige et Rose-Rouge
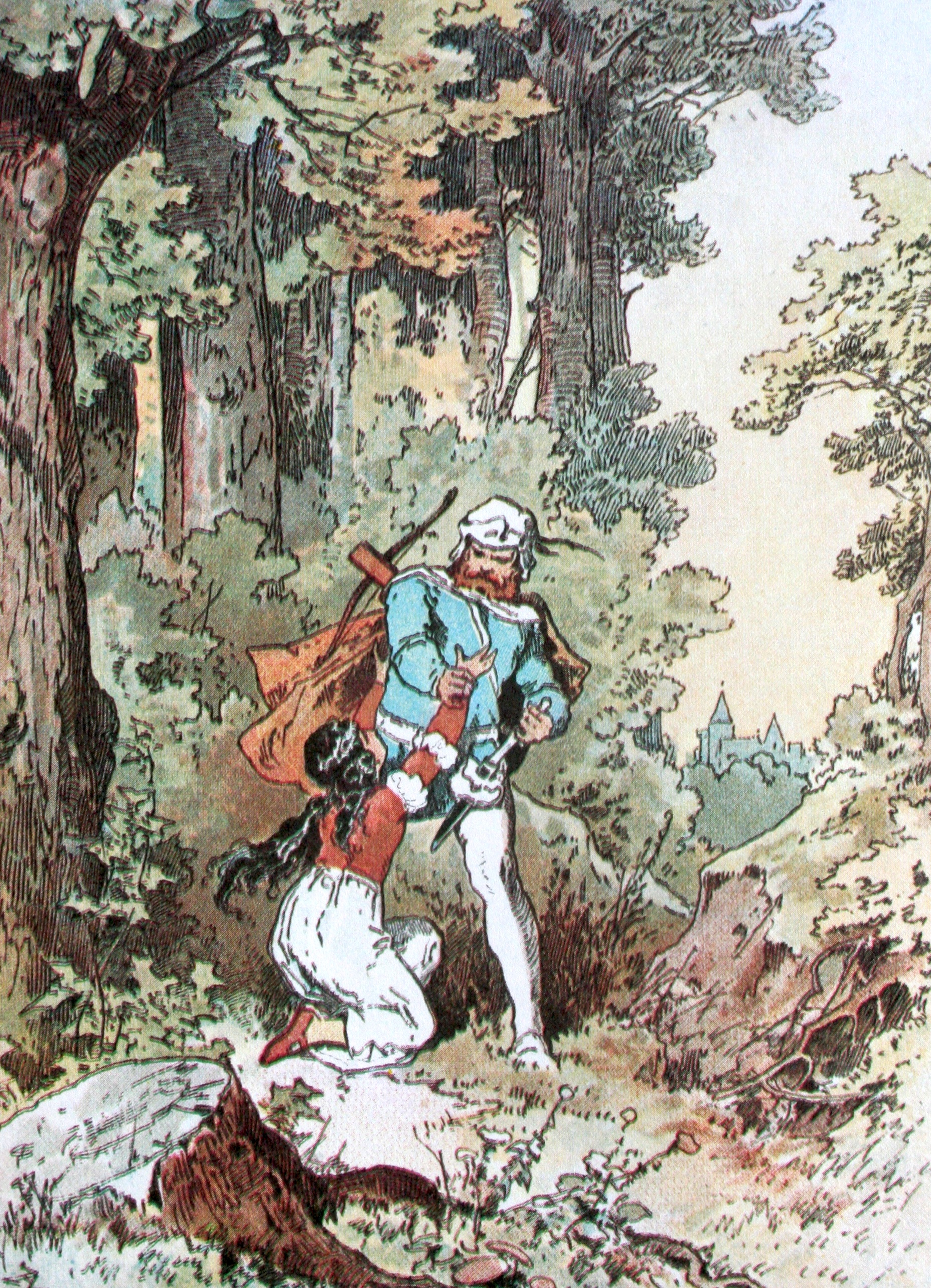
Blanche-Neige
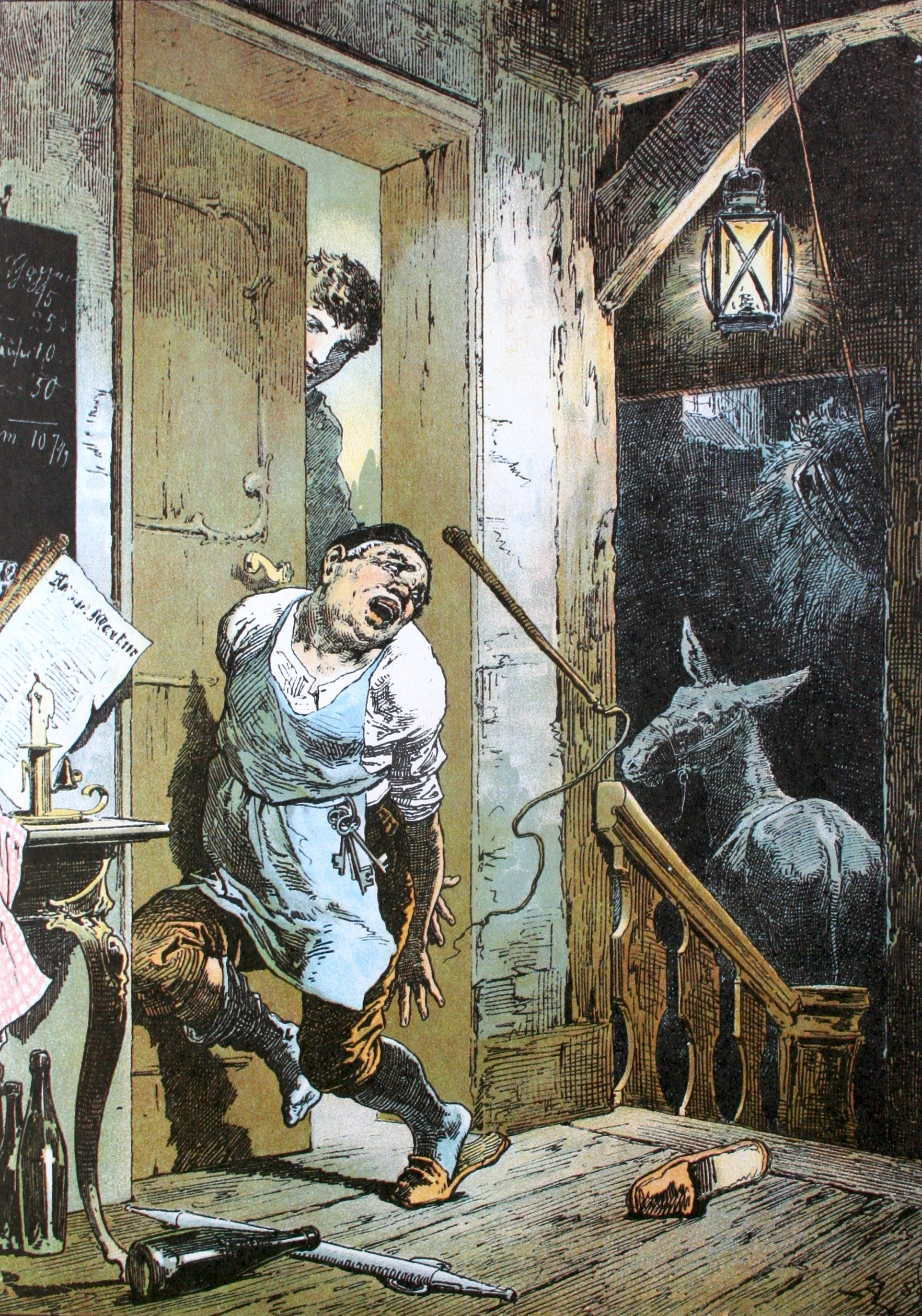
Petite-table-sois-mise, l'Âne-à-l'or et Gourdin-sors-du-sac

## Die Gartenlaube

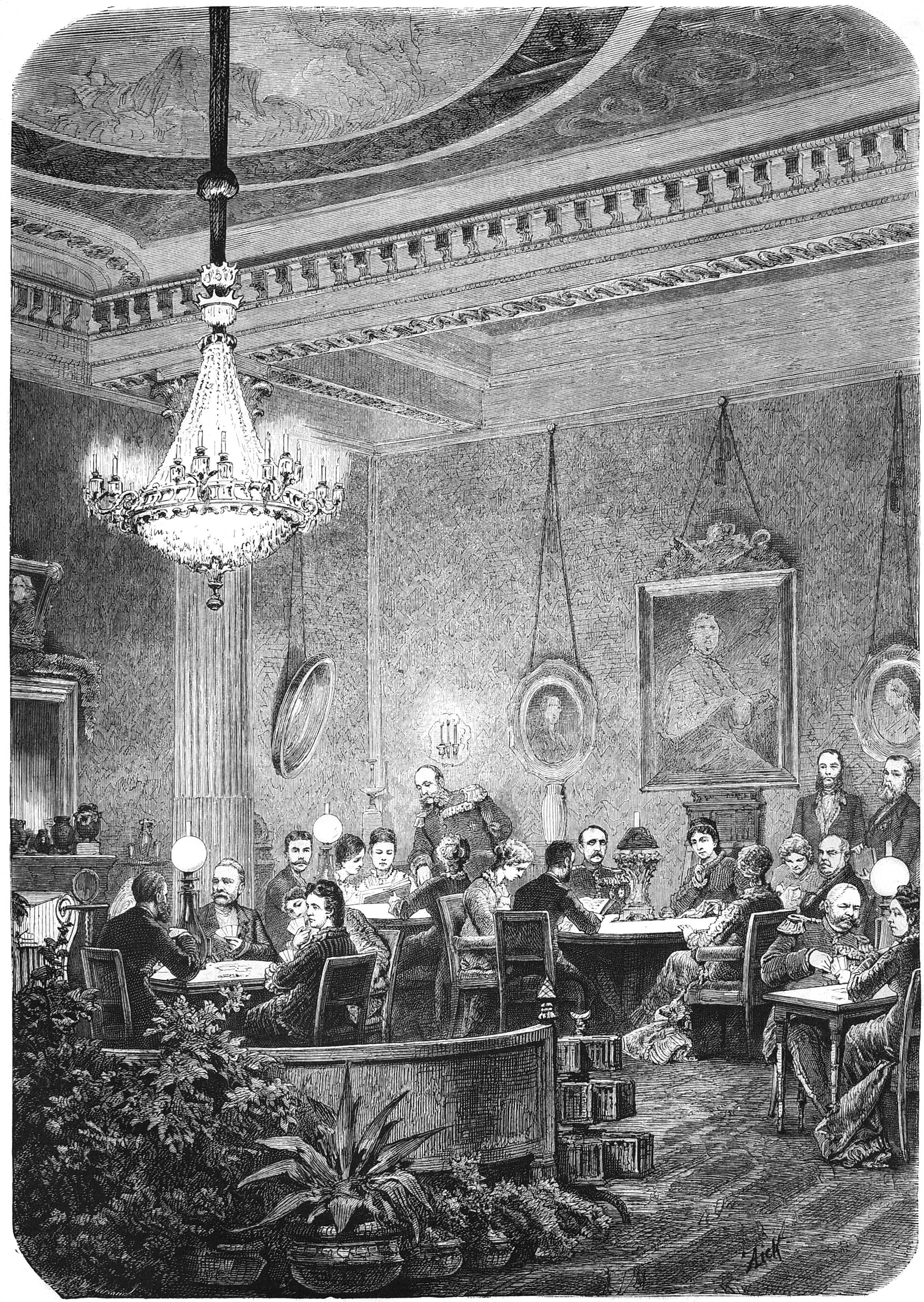
1879
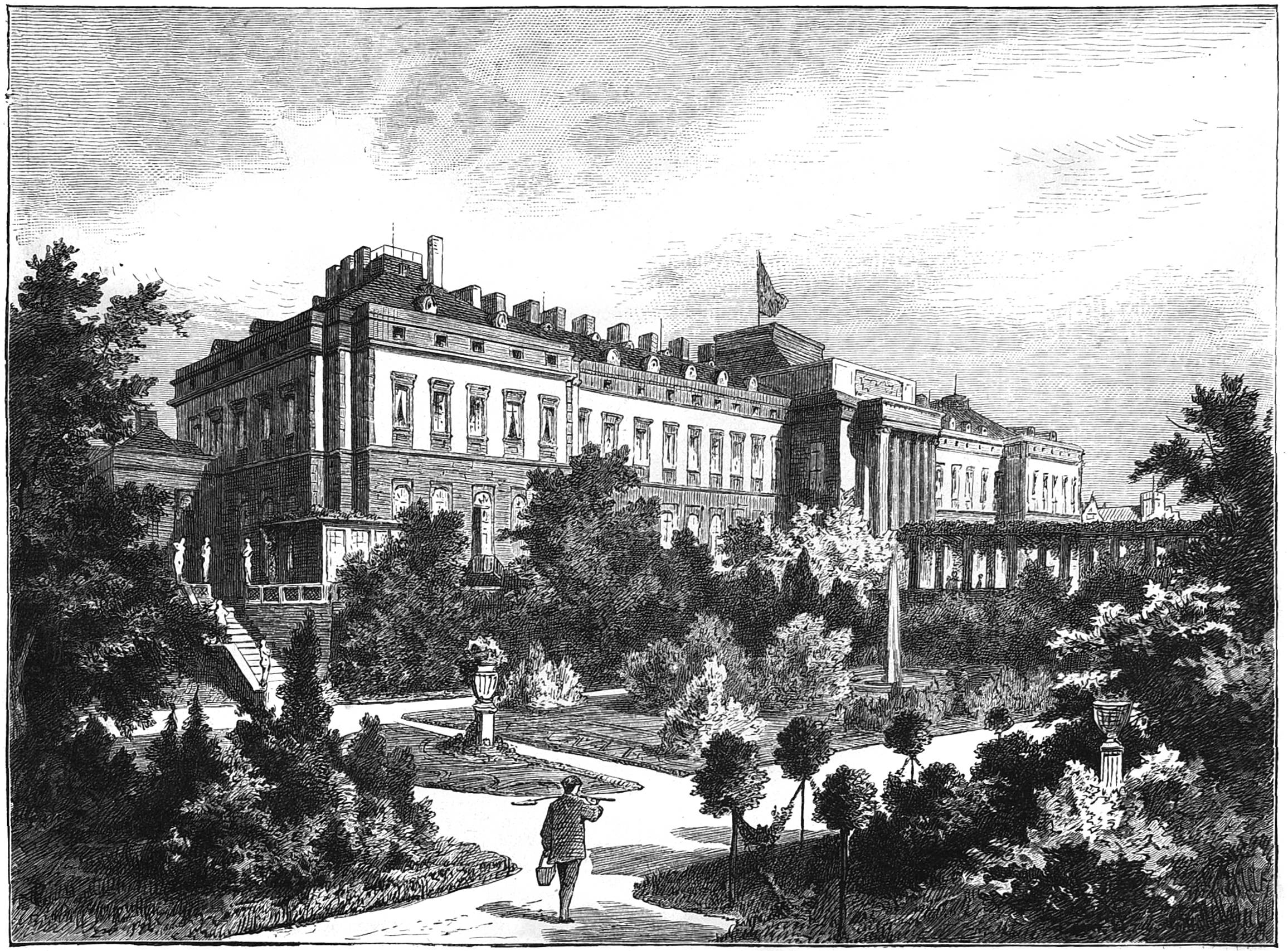
1879
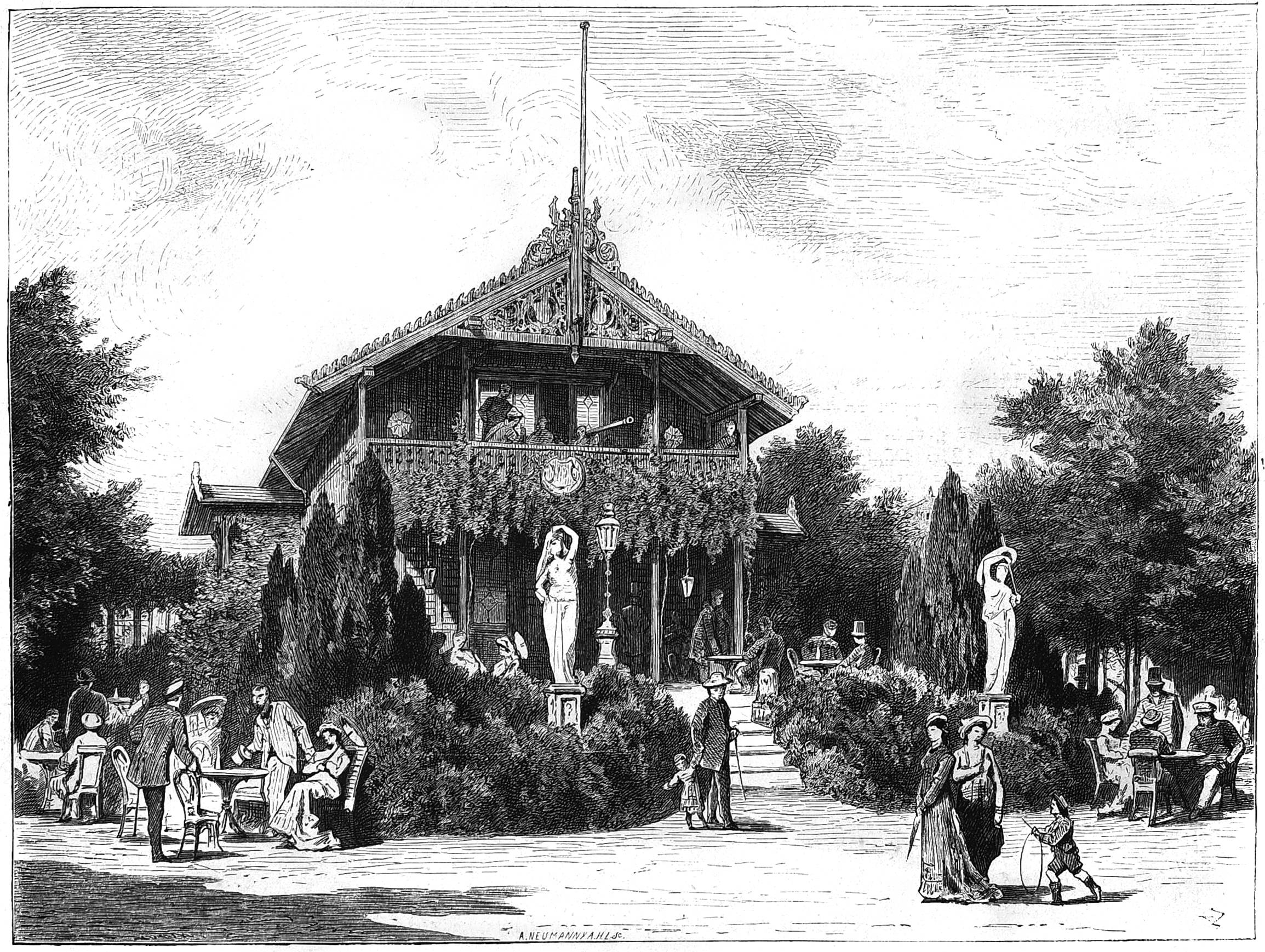
Rheinanlagen (Koblenz) (de)
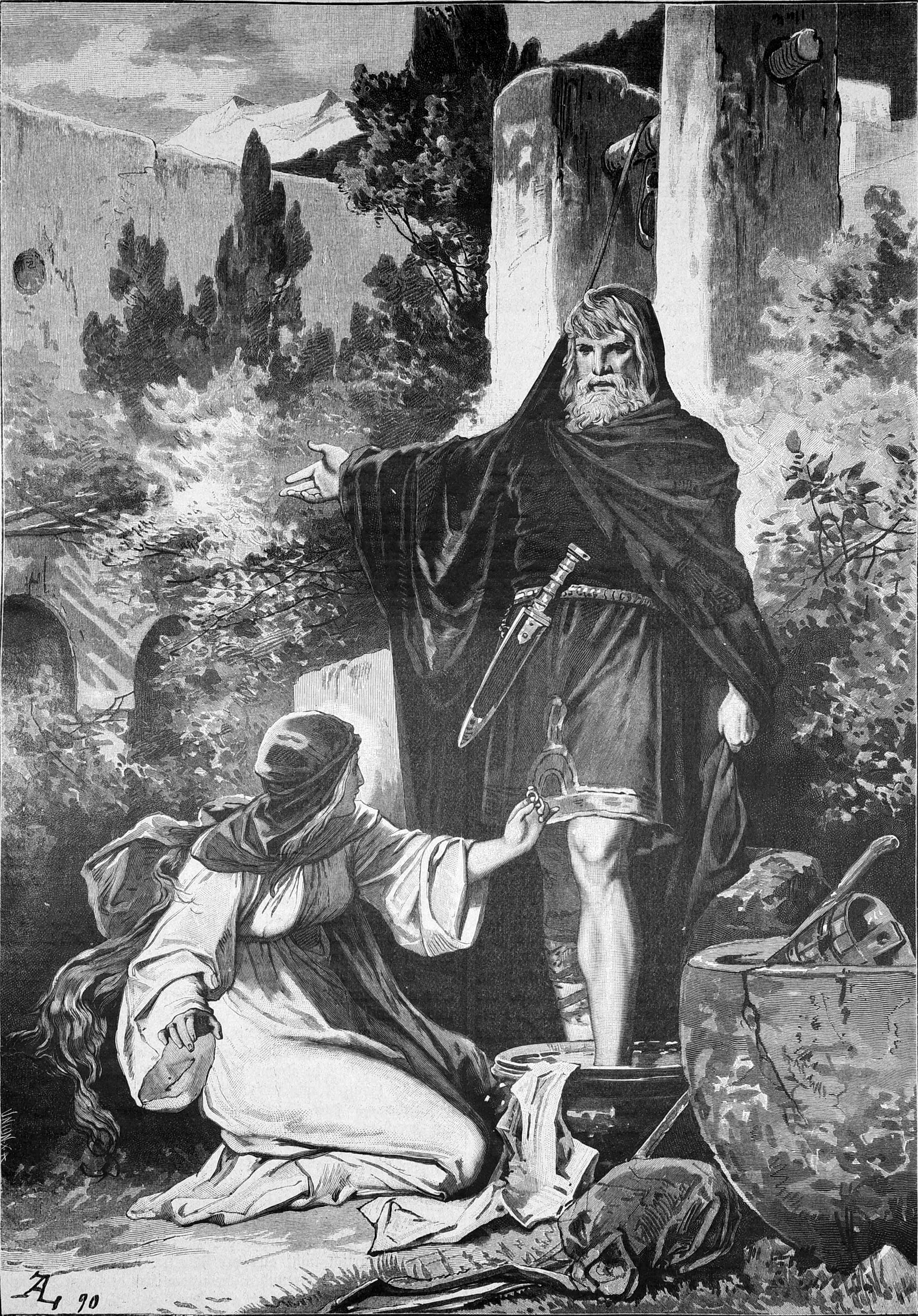
Aurélien apportant à Clotilde la demande en mariage de Clovis (1891).
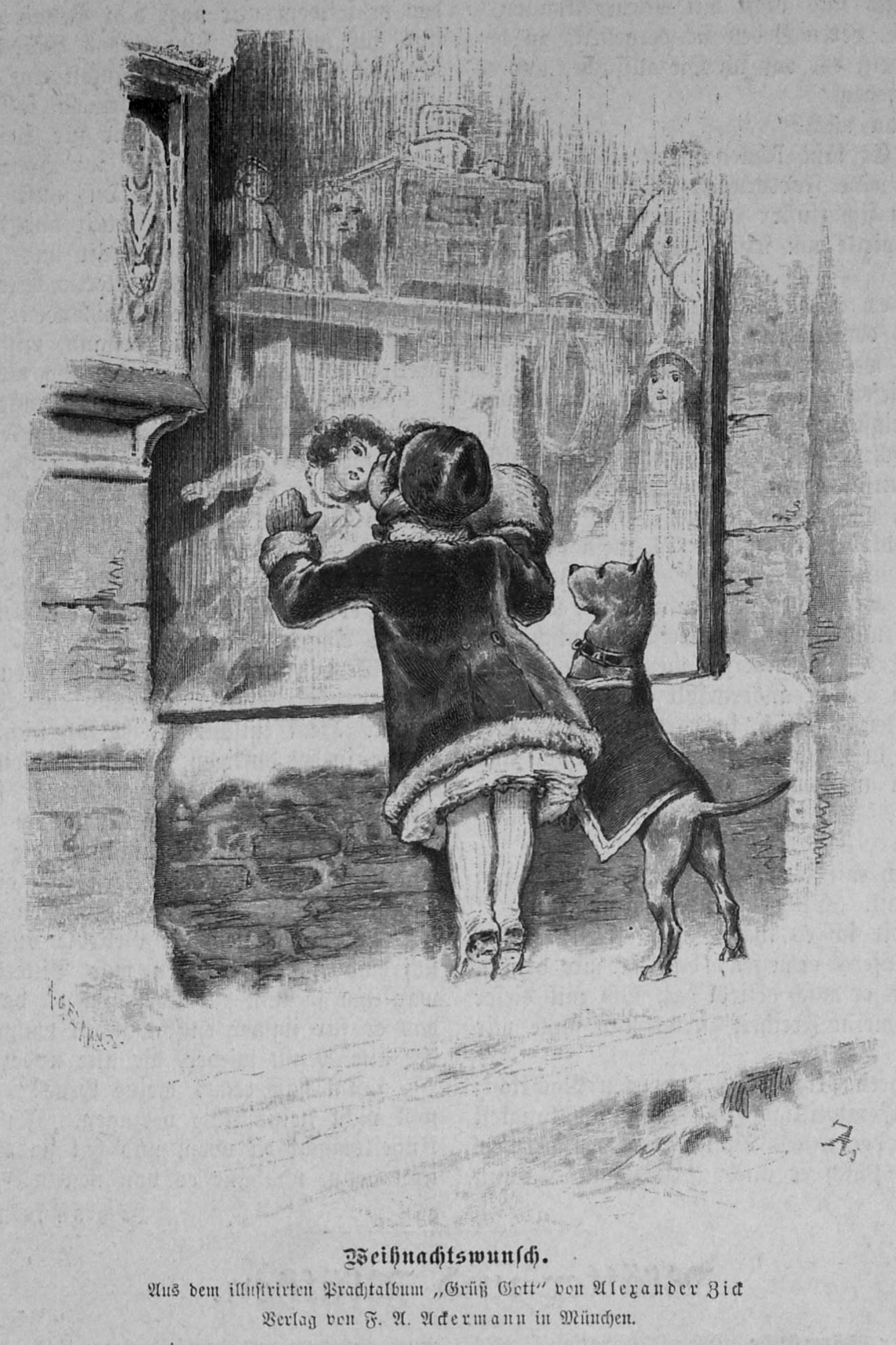
Souhait de Noël, 1888
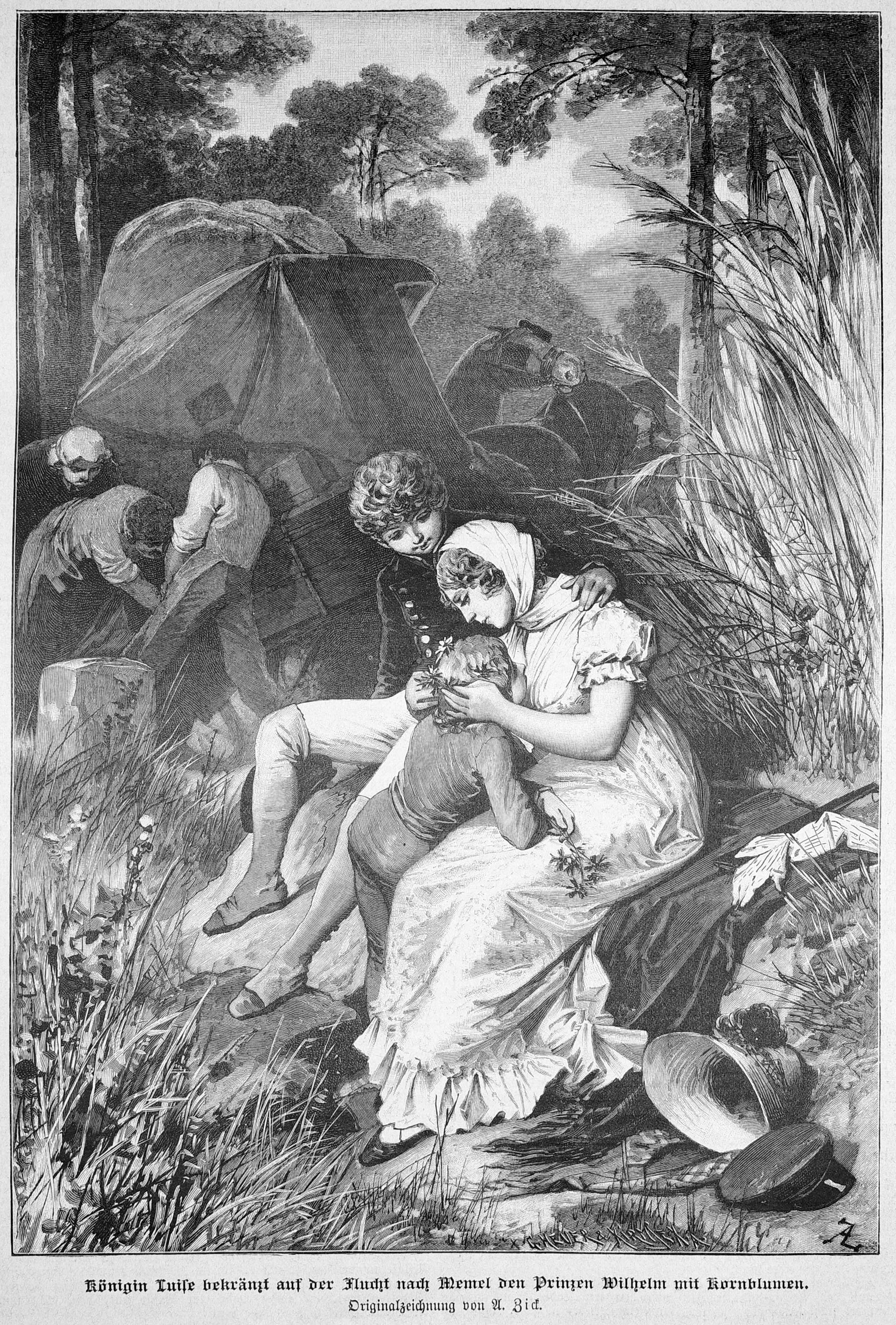
1887
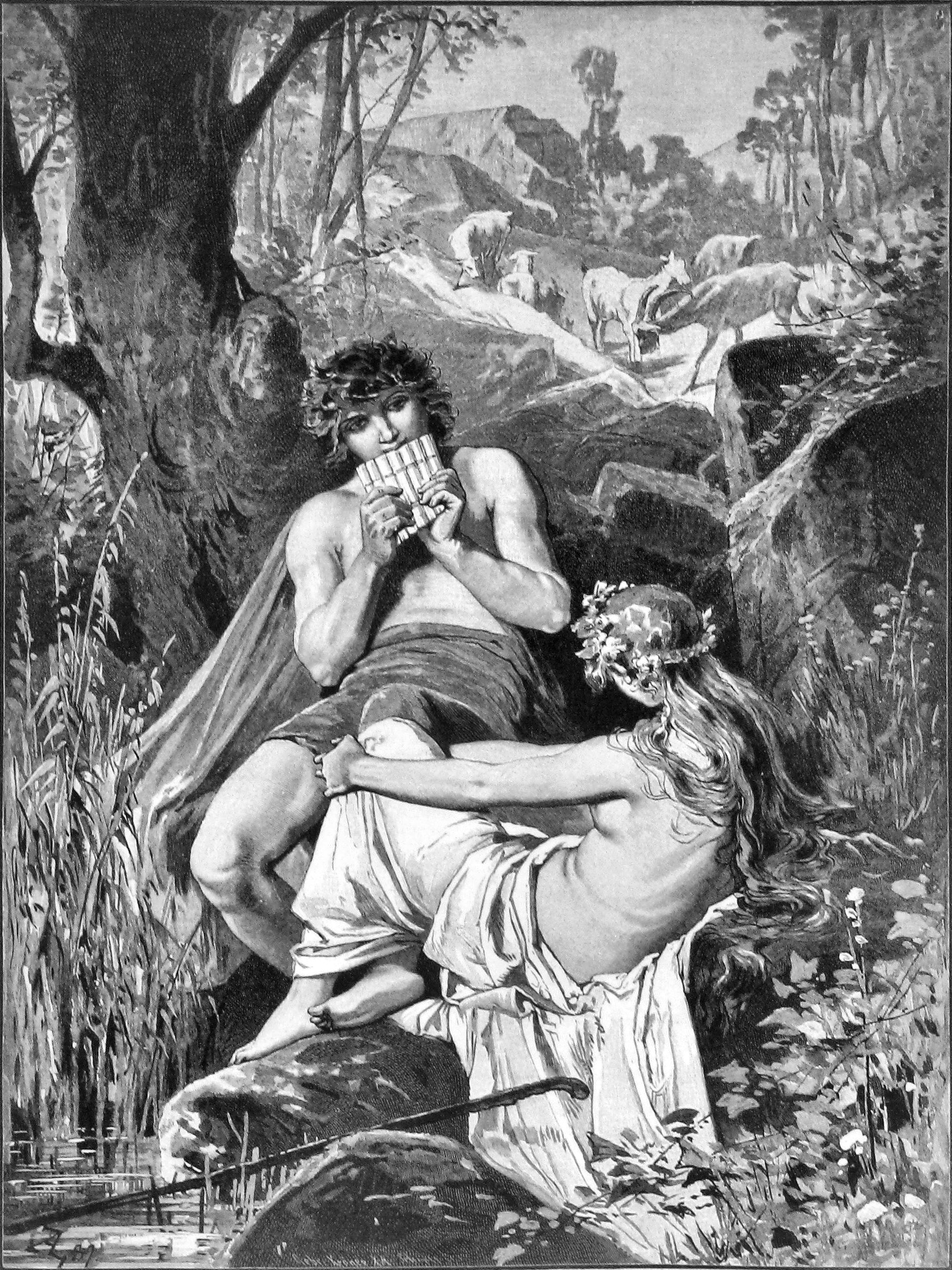
Idylle pastorale, 1890
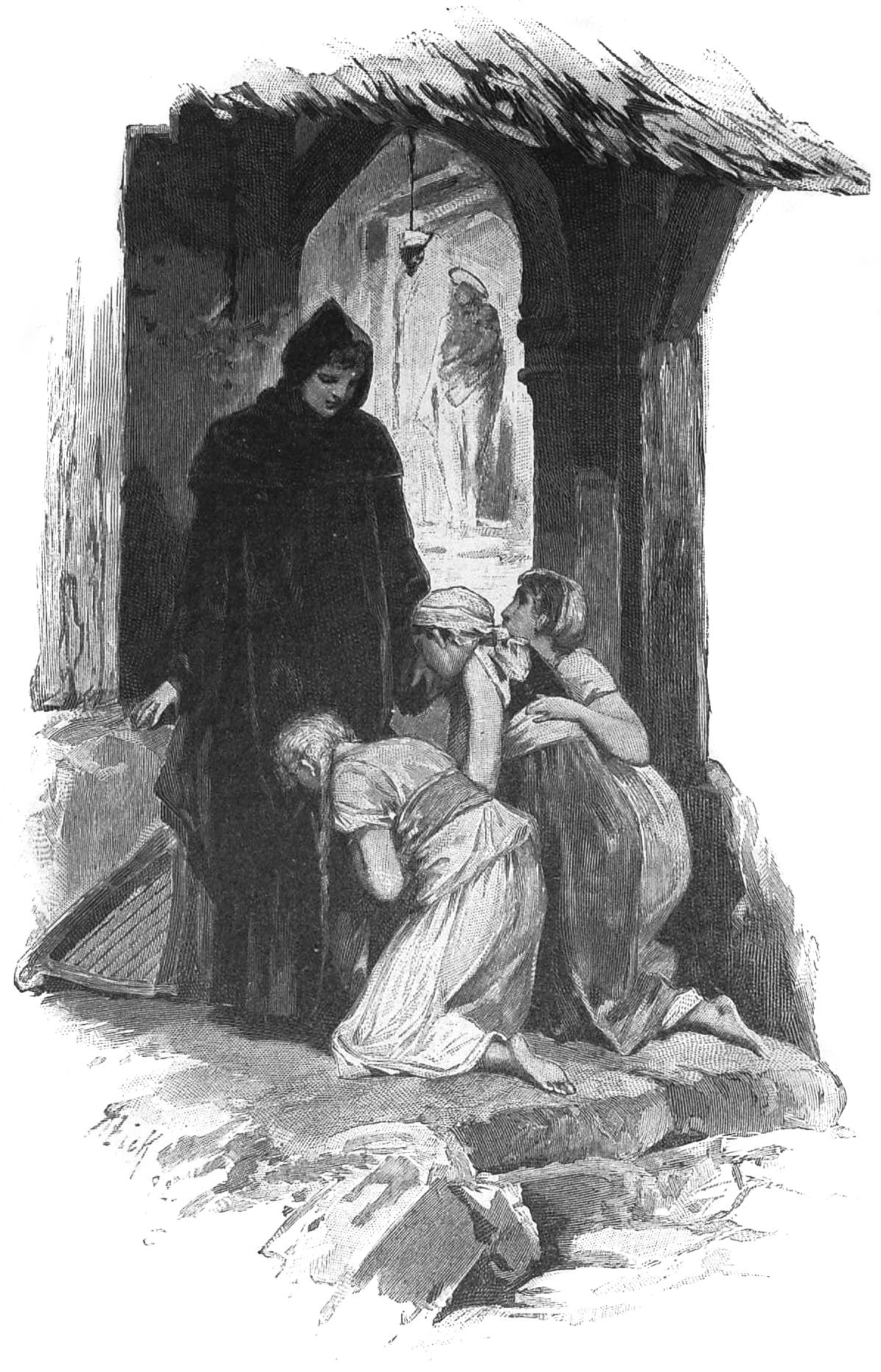
Herr Albrecht de Stefanie Keyser
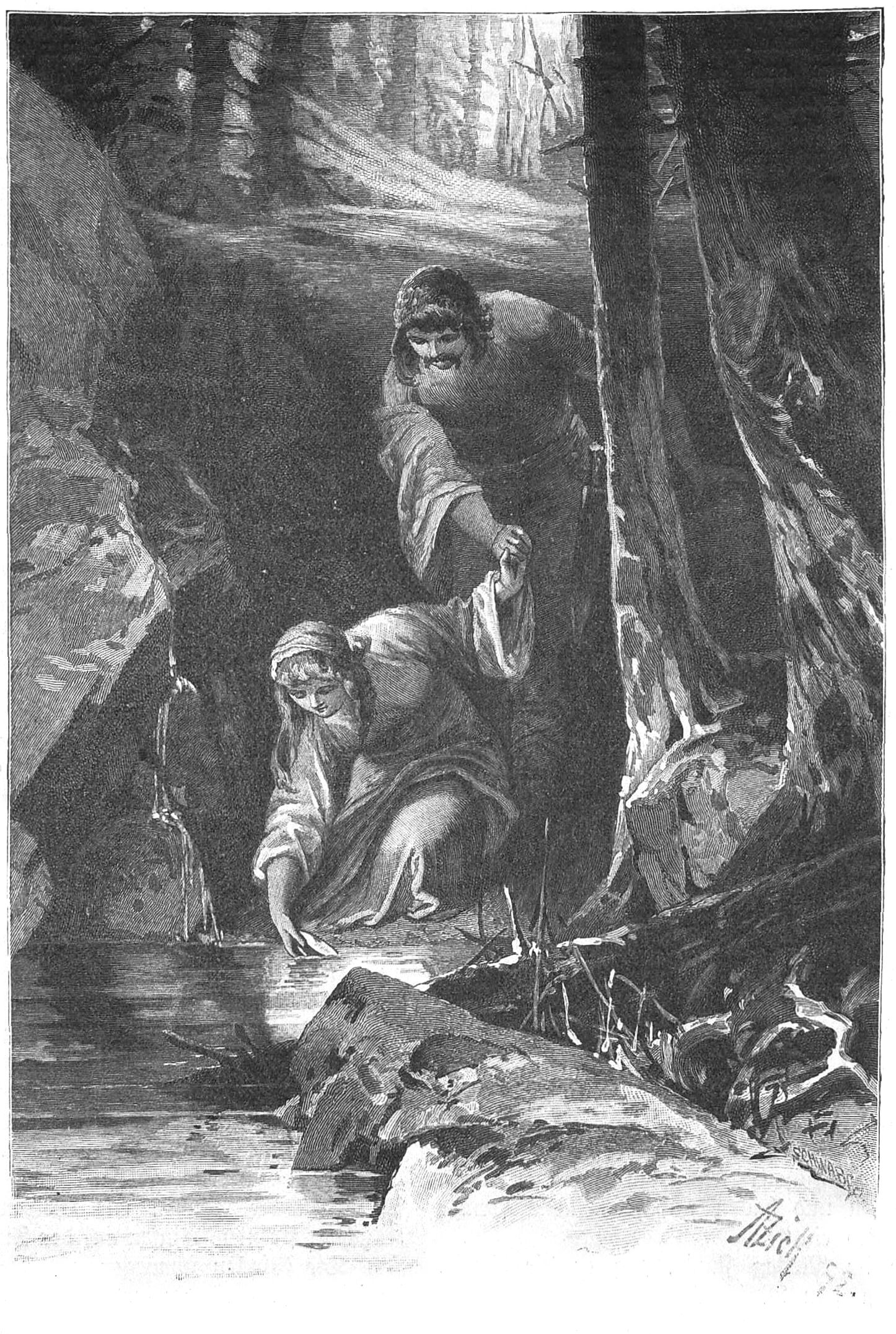
Herr Albrecht de Stefanie Keyser
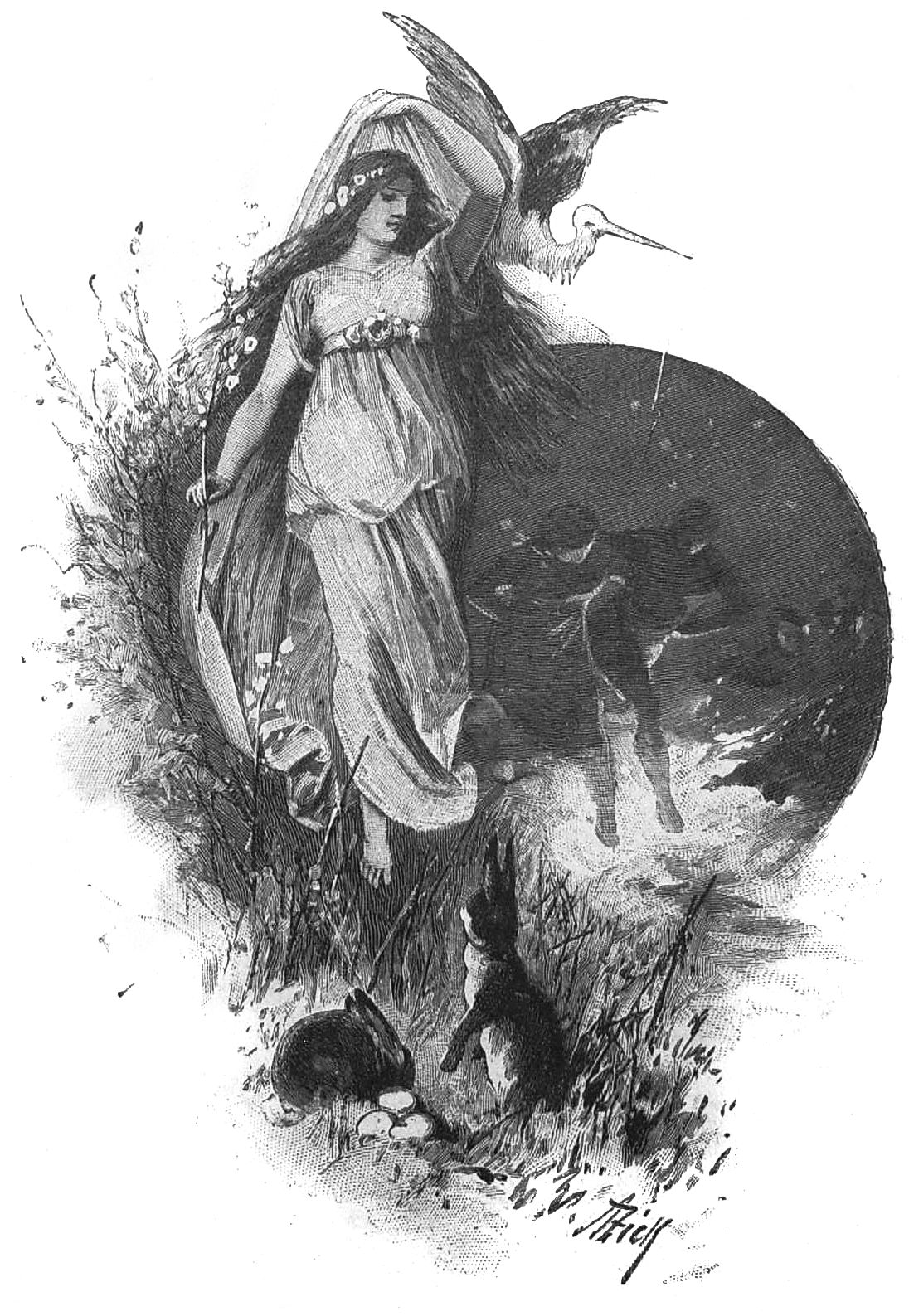
Herr Albrecht de Stefanie Keyser

## Autres

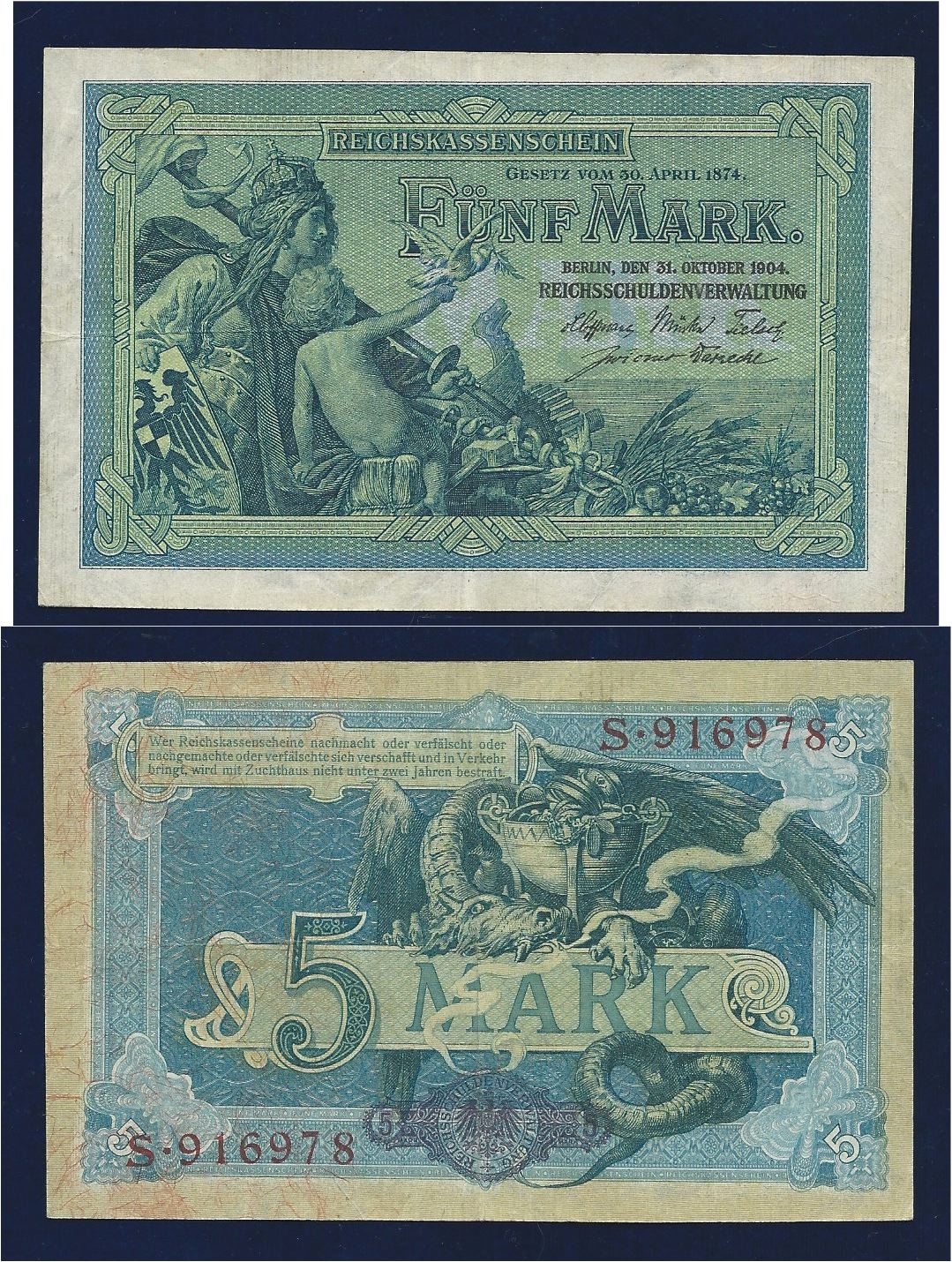
Le billet de 5 marks dessiné en 1904.
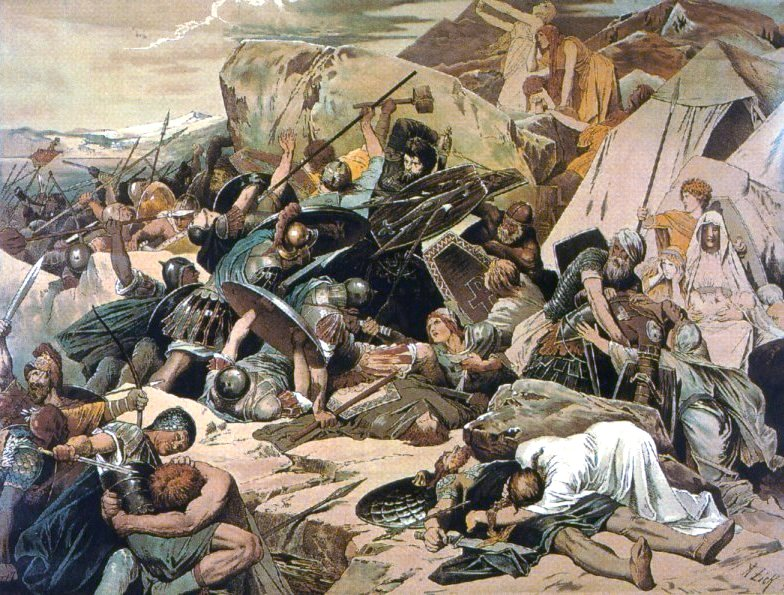
Die Gotenschlacht am Vesuv, illustration d'après la Bataille du Vésuve.